# Arrondissement d'Uelzen
L'arrondissement d'Uelzen est un arrondissement  ("Landkreis" en allemand) de Basse-Saxe  (Allemagne).
Son chef-lieu est Uelzen.

## Villes, communes & communautés d'administration
(nombre d'habitants en 2013)
Einheitsgemeinden
- 1. Bienenbüttel (6 533)
- 2. Uelzen, ville, commune autonome (33 269)

Samtgemeinden avec leurs communes membres
* Siège de la Samtgemeinde
| - 1. Samtgemeinde Aue (12 573) 1. Bad Bodenteich, Flecken * (4 008) 2. Lüder (1 243) 3. Soltendieck (1 016) 4. Wrestedt * (6 534) - 2. Samtgemeinde Bevensen-Ebstorf (26 322) 1. Altenmedingen (1 550) 2. Bad Bevensen, ville * (8 830) 3. Barum (811) 4. Ebstorf, Flecken (5 291) 5. Emmendorf (746) 6. Hanstedt (926) 7. Himbergen (1 719) 8. Jelmstorf (775) 9. Natendorf (741) 10. Römstedt (772) 11. Schwienau (720) 12. Weste (1 008) 13. Wriedel (2 443) | - 3. Samtgemeinde Rosche (6 802) 1. Oetzen (1 148) 2. Rätzlingen (479) 3. Rosche * (2 074) 4. Stoetze (594) 5. Suhlendorf (2 507) - 4. Samtgemeinde Suderburg (6 857) 1. Eimke (834) 2. Gerdau (1 465) 3. Suderburg * (4 558) |

## Administrateurs de l'arrondissement

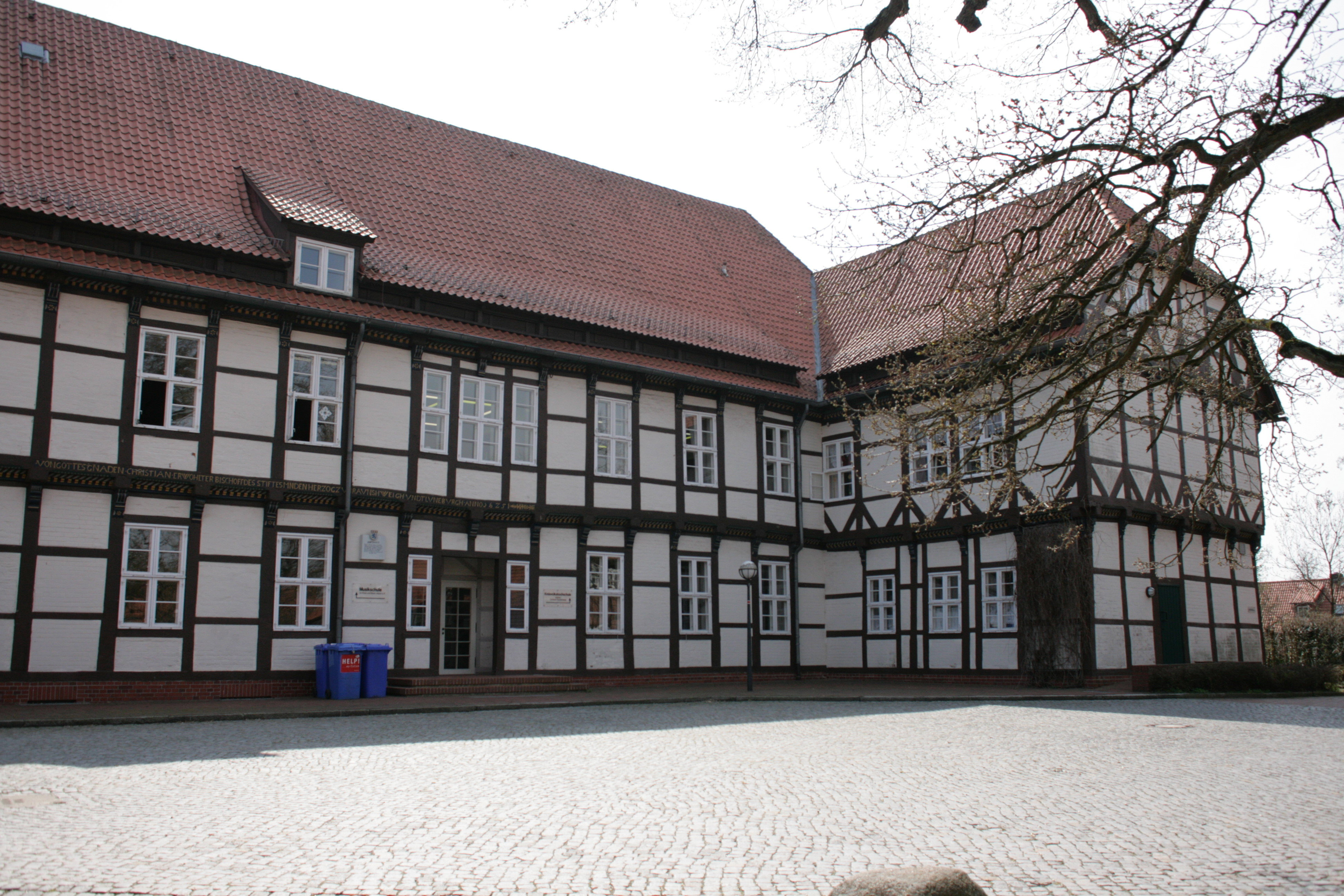
Altes Amtshaus (Siège de l'arrondissement de 1884 à 1954)

- Konrad von Massow (de), 1885
- Walter von Tzschoppe (de), 1885–1897
- Gustav Albrecht (de), 1897–1929
- Siegfried von Campe (de), 1929–1937
- Gustav Berlin, 1937–1943
- Magnus von Klinkowström, 1943–1944
- Carl Düvel (de), 1944–1945
- Wilhelm Harder, 1945–1946
- Heinrich Becker, 1946–1947
- Jürgen Früchte, 1947–1951
- Hermann Busse, 1951
- Heinrich Becker, 1951–1952
- Hermann Busse, 1952–1953
- Willi Scharnhop (de), 1953–1968
- Erich Schulze, 1968–1986
- Gerhard Schulze (de), 1986–2004
- Theodor Elster (de), 2004–2011[2]
- Heiko Blume (de), depuis 2011